# Nick Joyce
Nicholas John Joyce (sinh ngày 27 tháng 2 năm 1947) là một cựu cầu thủ bóng đá chuyên nghiệp người Anh thi đấu ở vị trí tiền vệ cánh.

## Sự nghiệp
Sinh ra ở Leeds, Joyce kí hợp đồng với Bradford City vào tháng 8 năm 1971 từ Leeds Ashley Road, rời câu lạc bộ năm 1972 Trong thời gian với Bradford City ông có 5 lần ra sân ở Football League, ghi một bàn thắng.